# Charlotte Spencer

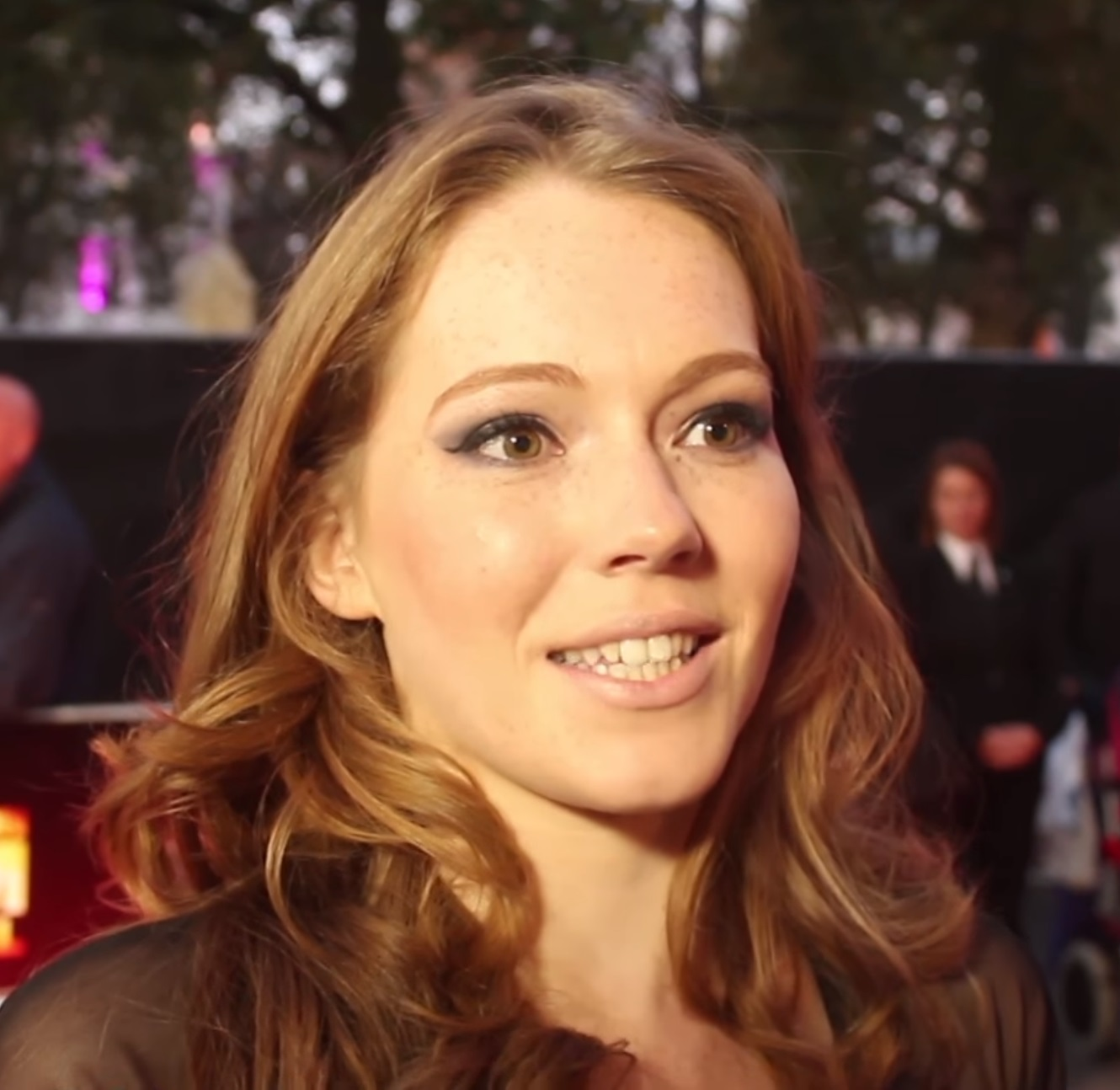
Charlotte Spencer 2014

Charlotte Spencer (* 26. September 1991 in Harlow) ist eine britische Schauspielerin.

## Frühes Leben
Spencer wurde 1991 in Harlow geboren als Tochter eines Bauarbeiters und einer Vorschulmitarbeiterin und hat einen jüngeren Bruder sowie eine Schwester. Bereits mit drei Jahren wollte sie Schauspielerin werden und nahm Ballettstunden. Ihre Eltern nahmen eine Hypothek auf ihr Haus auf, damit sie mit zwölf Jahren auf die Sylvia Young Theatre School in London gehen konnte.

## Karriere
Ihre erste professionelle Rolle erhielt Spencer im ersten Jahr an der Sylvia Young Theatre School in der Londoner Premierenbesetzung des Mary Poppins-Musicals als Jane Banks, besetzt durch Theater- und Filmregisseur Richard Eyre, der sie zehn Jahre später wieder in Stephen Ward als Christine Keeler einsetzte.
2009 wurde sie die Synchronstimme für Angelina Ballerina in der 3D-animierten Fortsetzung der Zeichentrickserie von 2006. Eine weitere Synchronrolle hat Spencer in der Animationsadaption Unten am Fluss von 2018. Außerdem spricht sie häufig Voiceover für Programmankündigungen des Disney Channel.
Für ihre ersten größeren Serienrollen 2014/15 in Glue und Stonemouth wurde Spencer zum einen für einen BAFTA TV Award und zum anderen für einen BAFTA Scotland Award nominiert. Weitere Hauptrollen folgten in den Historiendramen The Living and the Dead 2016 neben Colin Morgan und Sanditon 2019.

## Filmografie (Auswahl)
- 2007: Five Days (Fernsehserie, 2 Episoden)
- 2008: Hotel Babylon (Fernsehserie, Episode 3x04)
- 2008: Genie in the House (Fernsehserie, Episode 3x02)
- 2009–2010: Angelina Ballerina – Kleine Maus ganz groß! (Angelina Ballerina: The Next Steps, Animationsserie, Synchronstimme der Titelrolle, 7 Episoden)
- 2010: Rainbow Magic: Return to Spell Island (Animationsfilm, Synchronstimme)
- 2011: Wild Bill
- 2012: Dark Shadows
- 2012: Les Misérables
- 2013: Mickey & Michaela Bury Their Dad (Kurzfilm)
- 2013: Homeboys
- 2014: Line of Duty (Fernsehserie, 4 Episoden)
- 2014: Bypass
- 2014: Glue (Fernsehserie, 8 Episoden)
- 2015: Stonemouth (Miniserie, 2 Episoden)
- 2015: Broad Squad (Fernsehfilm, Serienpilot)
- 2016: The Living and the Dead (Fernsehserie, 6 Episoden)
- 2018: Unten am Fluss (Watership Down, Animationsserie, Synchronstimme, 4 Episoden)
- 2019–2022: Sanditon (Fernsehserie, 14 Episoden)
- 2020: Baghdad Central (Fernsehserie, 5 Episoden)
- 2020: Die Misswahl – Der Beginn einer Revolution (Misbehaviour)
- 2020: The Duke
- 2020: Us (Miniserie, 2 Episoden)
- 2020: Soulmates (Fernsehserie, Episode 1x05)
- 2021: Cinderella
- 2021: Ted Lasso (Fernsehserie, Episode 2x09)
- seit 2023 Das Gold (The Gold, Fernsehserie)

## Nominierungen
- BAFTA TV Awards 2015: Beste Nebendarstellerin für Glue
- BAFTA Scotland Awards 2015: Beste Hauptdarstellerin für Stonemouth